# Emma Dean (cratera)
Emma Dean é uma pequena cratera de impacto situada no Meridiani Planum em Marte, tendo sido visitada pelo veículo Opportunity dos sóis 929 a 943. A muito mais vasta cratera Victoria se situa a 100 metros a leste.
Emma Dean se situa diretamente no topo da ejecta blanket da cratera Victoria e poderia consequentemente expor material do fundo dessa cratera.
A cratera recebeu o nome em homenagem ao Emma Dean, um dos barcos da expedição Grand Canyon, de John Wesley Powell's.